# 葛利普鸟属
葛利普鸟属（学名：Grabauornis）是反鸟亚纲已灭绝的一个属，生存于早白垩世的中国。
模式种凌源葛利普鸟（Grabauornis lingyuanensis）于2014年由约翰·达尔萨特（Johan Dalsätt）、珀尔·埃瑞克森（Per Ericson）与周忠和首次命名、描述。属名致敬美国古生物学家葛利普并组合古希腊语中表示“鸟”的一词。种名指化石发现于中国辽宁省凌源市。正式描述前，该物种的名字早在达尔萨特2012年的学位论文中就有提及，但当时仍为一个无效的论文名。
正模标本IVPP V14595由一副保存完好、压印在单块石板上的骨骼组成，发现于义县组，时间为距今1.25亿年的阿普第期。 
葛利普鸟存在一个独特的特征组合。胸板背侧中部较侧翼向后延伸得更远，后者呈扇形。头部较短，口中有细小的圆锥形牙齿。至于前肢，第二指的第二及第三节指骨非常粗壮，第三掌骨较第二掌骨延伸得更远，手掌长度短于尺骨。除此之外，肩胛骨长而窄，向顶部逐渐变细。
葛利普鸟的肱骨长度为尺骨的95%，而大多数反鸟类处在77%至125%之间，因此葛利普鸟具有平均比值。描述者称，该值表明葛利普鸟有良好的飞行能力（比值超过130%的物种无法飞行），这一点可通过葛利普鸟拥有小翼羽来证实。叉骨的下匙骨也很发达。